# Hyundai Inster
Hyundai Inster je malý automobil kategorie sport utility vehicle (SUV) na elektrický pohon vyvinutý společností Hyundai. K roku 2024 je k dispozici ve dvou úrovních výbavy, a sice v základní výbavě „Smart“ nebo ve vyšší nazvané „Cross“. V listopadu 2024 byl zařazen mezi deset finalistů, z nichž se vybíralo Evropské auto roku 2025.

## Technické parametry
Vůz má délku 3825 milimetrů, šířku 1610 milimetrů a výšku 1575 milimetrů. Jeho rozvor činí 2580 milimetrů. Osazován je koly o průměru 15 nebo 17 palců. V automobilu mohou být osazeny elektrobaterie o dvou odlišných kapacitách a rovněž elektromotor je nabízen ve dvou výkonových úrovních. Výchozí je baterie s kapacitou 42 kWh a elektromotorem mající výkon 71,1 kW, neboli 97 koní. Takto vybavený vůz má v závislosti na velikosti jeho kol dojezd 327 nebo 303 kilometrů. U výkonnější úrovně disponuje model baterií o kapacitě 49 kWh a elektromotorem s výkonem 84,5 kW odpovídající 115 koním, který poskytne dojezd 370 až 360 kilometrů opět v závislosti na osazené velikosti kol. Točivý moment dosahuje u obou výkonů motoru hodnoty 147 Nm. Dobíjení elektrobaterie z desetiprocentního nabití na osmdesátiprocentní zabere půl hodiny.

## Uvedení na trh
Na autosalonu, který se v červnu 2024 konal v korejském Pusanu, automobilka prvně vůz Inster představila veřejnosti. Jeho premiéra v České republice se konala na začátku listopadu roku 2024, kdy byl uveden na veletrhu e-Salon.